# Theodor Andrei
Theodor Andrei (Boekarest, 9 april 2004) is een Roemeense zanger.

## Biografie
Andrei nam in 2017 deel aan de Roemeense versie van The Voice Kids, waarin hij wist door te stoten tot de halve finale. Drie jaar later nam hij deel aan de lokale versie van X Factor, waar hij strandde in de bootcamps. Zijn debuutalbum kwam uit in 2022. Begin 2023 nam hij deel aan Selecția Națională, de Roemeense preselectie voor het Eurovisiesongfestival. Met het nummer D.G.T. (off and on) won hij de finale, waardoor hij zijn vaderland mocht vertegenwoordigen op het Eurovisiesongfestival 2023 in het Britse Liverpool. Een finaleplaats zat er daar niet in, hij bleef samen met San Marino puntloos achter.
1994: Dan Bittman · 
1998: Mălina Olinescu · 
2000: Taxi · 
2002: Monica Anghel & Marcel Pavel · 
2003: Nicola · 
2004: Sanda Ladoși · 
2005: Luminița Anghel & Sistem · 
2006: Mihai Trăistariu · 
2007: Todomondo · 
2008: Nico & Vlad Miriță · 
2009: Elena Gheorghe · 
2010: Paula Seling & Ovi · 
2011: Hotel FM · 
2012: Mandinga · 
2013: Cezar · 
2014: Paula Seling & Ovi · 
2015: Voltaj · 
2017: Ilinca feat. Alex Florea · 
2018: The Humans · 
2019: Ester Peony · 
2021: Roxen · 
2022: WRS · 
2023: Theodor Andrei